# Long Term Evolution

Stav nasazení LTE sítí ve světě k roku 2018
Státy, ve kterých je LTE v komerčním provozu
Státy, ve kterých je síť LTE instalována nebo plánována
Státy, ve kterých probíhá testování LTE

LTE (zkratka z anglického 3GPP Long Term Evolution, česky dlouhodobý vývoj 3GPP) je v telekomunikacích označením technologie pro vysokorychlostní přenos dat v mobilních sítích, která se svými vlastnostmi blíží požadavkům pro sítě 4G, a proto bývá někdy označována jako 3.95G – „téměř“ čtvrtá generace. Jejím cílem je zpřístupnění vysokorychlostního internetu pro větší počet mobilních zařízení (mobilní telefony, přenosné počítače, hotspoty Wi-Fi, webové kamery, zařízení na sledování pomocí GPS a podobně). Telefon používající data (tj. v režimu LTE) se v roce 2021 obvykle pro uskutečnění hlasového volání automaticky přepne do sítě 2G, nebo 3G (tzv. CS fallback), protože přenos hlasu technologií VoLTE využívající datový přenos (tj. přepojování paketů) dosud podporují jen vybrané mobilní telefony.
Formálně LTE spadá do standardů 3G, jeho předchůdcem je UMTS se svými rozšířeními HSDPA a HSUPA. Nástupcem LTE je LTE Advanced, který již splňuje požadavky 4G. V Česku je LTE experimentálně nasazováno od roku 2012, budování celoplošných LTE sítí začalo až v roce 2014. V roce 2020 je pokryta velká část území ČR. Plné pokrytí ČR očekává T-Mobile v roce 2021.

## Charakteristika
Teoretická rychlost je u LTE pro stahování (downlink) 172,8 Mbps a pro odesílání (uplink) 57,6 Mbps. Tato kapacita se dělí mezi všechny účastníky připojené k danému zdroji. V oblastech s vyšším počtem účastníků se tak běžné buňky pracující obvykle v pásmu 800 MHz zahušťují pomocí mikrobuněk (s pokrytím do 1 km), pikobuněk (s pokrytím do 200 metrů) pracujících ve vyšších pásmech – 1800, 2100 a 2600 MHz, případně soukromě budovaných femtobuněk (s dosahem desítky metrů), které zabezpečují, že se velký počet účastníků na malé ploše nebude dělit o jediný přístupový bod eNodeB s uvedenou kapacitou. Na konci roku 2018 byla infrastruktura 800 MHz již značně rozšířena a ve velké míře byla doplněna pásmy 1800 a 2100 MHz. Záleží na operátorovi, které pásmo, kde a v jaké šířce použije. Pásmo 2600 MHz je na okraji zájmu. Konec roku 2018 zaznamenal pomalý rozvoj v budování sítí v tomto pásmu v městských aglomeracích. Maximální rychlost se odvíjí od obsazenosti zdroje signálu, vzdálenosti, množství překážek, počasí a velikosti pásma. Šířka pásma 20 MHz na frekvencích 1800 a 2600 MHz poskytuje přenosovou rychlost až 150 Mbps pro downlink a 50 Mbps pro uplink. V ČR se používají standardně i menší šířky pásem. Pro 800 a 2100 MHz se používá 10 MHz. Poté je přenosová rychlost okolo 75 Mbps pro downlink a 25 Mbps pro uplink. Pro frekvenci 900 MHz Vodafone používal a v omezené míře stále používá 3MHz kanál. Tam je přenosová rychlost okolo 22,5 Mbps pro downlink a 7,5 Mbps pro uplink. Standard umožňuje i menší frekvenční blok o velikosti 1,4 MHz na kanál, který dokáže přenášet data o rychlosti okolo 10 Mbps, ale takto úzké kanály se v ČR nevyužívají a využívat nejspíš nebudou.
V technologii LTE se již nepočítá s odděleným systémem pro přenos hlasu, bude použito přenosu hlasu přes datové spojení. V současné době (2017) je zatím spolu s LTE v Česku používán tzv. CS fallback, díky kterému telefon LTE nepodporující technologii VoLTE přepne na klasickou technologii 2G/3G, aby se mohlo uskutečnit hlasové volání a zachovat datové přenosy, což znamená, že operátor mobilní sítě pokrývá území oběma technologiemi zároveň. Volání přes datové přenosy (VoLTE) je zatím pouze pro vybrané modely, jejichž seznam se liší dle operátora. VoLTE v Česku spustil komerčně jako první T-Mobile roce 2015 po ročním testování, O2 a Vodafone o rok později.

## Komerční provoz
V komerčním provozu se nachází např. v severských zemích či Estonsku, přičemž pokryty jsou zejména hustě osídlené oblasti – v Norsku je to Oslo, ve Švédsku historické centrum Stockholmu apod. Ceny připojení zhruba odpovídají cenám za pevné připojení (ADSL apod.), např. ve Švédsku stál v dubnu 2011 měsíční tarif bez FUP 50 €. V USA je používání LTE předmětem zkoumání úřadů, neboť dle americké armády mohou vysílače firmy LightSquared pracující v pásmu 1559 až 1610 MHz rušit GPS navigaci, která pracuje v sousedícím pásmu 1525 až 1559 MHz.

## Pásma LTE
LTE je šířeno v několika vysílacích/přijímacích frekvenčních pásmech. V České republice jsou pro LTE přidělena pásma 1, 3, 7, 8, 20, 28, 38 a 43, na Slovensku minimálně v pásmech 1, 3 a 20.
| Pásmo (Band) | Frekvence (MHz) | Poznámka |
| ------------ | --------------- | --- |
| 1            | 2100            | 3G, s technologií Huawei SingleRAN jej Vodafone a T-Mobile využívají i pro LTE, protože umožňuje vysílat 3G i LTE z jednoho transceiveru. Tuto výhodu využil jako první v ČR ve městech Vodafone. |
| 3            | 1800            | 3G i LTE, určeno do míst s vysokými datovými nároky jako obchodní centra, knihovny a jiné veřejné prostory. Používá se především ve velkých městech.                                              |
| 7            | 2600            | Na většině míst se nepoužívá samostatně, ale pouze jako doplněk k 800/1800/2100 pro fungování LTE Advanced. Uplatnění nachází také v pohraničí.                                                   |
| 8            | 900             | Primárně je využíváno pro 2G. Vodafone toto pásmo používal k pokrytí mimo velká města, z pásma většinou přechází na 800 MHz kvůli nařízení ČTÚ.                                                   |
| 20           | 800             | Pokrývá většinu území republiky, bylo přiděleno LTE po uvolnění frekvencí při přechodu na digitální televizní vysílání (původní televizní kanály 61-69).                                          |

## Nasazení

### LTE v České republice
Nástup sítě LTE v České republice byl rozpačitý. Zatímco ve třech sousedních zemích – v Polsku, Německu a Rakousku fungovaly komerční sítě LTE již na začátku roku 2012, v České republice v letech 2012-13 probíhala pouze zkušební nasazení v nevelkých lokalitách. Aukce LTE kmitočtů v pásmech 800, 1800 a 2600 MHz, která otevřela cestu plošnému nasazení LTE, proběhla až v polovině listopadu 2013. V první polovině roku 2014 byla zahájena výstavba sítí LTE a na začátku roku 2016 bylo pokryto 80 % obyvatelstva. V polovině roku 2018 oznámila Asociace provozovatelů mobilních sítí, že podle mapových podkladů OpenSignal patří ČR v pokrytí signálem LTE v Evropské unii ke špičce. Podle map v článku je plošné pokrytí signálem LTE v ČR lepší než v Německu, Polsku, Rakousku, Francii nebo Itálii. Pravděpodobně je to na úkor sítí 3G, které hodlají operátoři po roce 2020 utlumovat, případně i vypínat. Aktuální pokrytí LTE všech operátorů pro všechny frekvence lze nalézt přímo na stránkách Českého telekomunikačního úřadu.
Plošné pokrytí území je realizováno v pásmu 800 MHz. V pásmu 1800 MHz je pokryto 30-60 % území s vyšší koncentrací obyvatel, v pásmu 2100 MHz pak menší oblasti s vysokým provozem (přibližně 1/4 plochy). Pásmo 2600 MHz slouží pro zvýšení kapacity připojení.

#### Historie
Dne 12. června 2012 spustila společnost Telefónica Czech Republic v obci Jesenice u Prahy první komerční provoz sítě čtvrté generace LTE. Dne 15. listopadu 2012 pokryla společnost T-Mobile LTE sítí Mladou Boleslav. Dne 1. července 2013 zahájil T-Mobile zkušební provoz LTE v Mladé Boleslavi a části Prahy, Vodafone spustil ostrý provoz v Karlových Varech. Koncem března 2014 měl zahájit T-Mobile pokrývání v okrese Plzeň - jih (obce Roupov, Svárkov, Dolce, Plevňov a další).
V polovině listopadu 2013 proběhla aukce LTE kmitočtů v pásmech 800, 1800 a 2600 MHz. Aukce nepřinesla konkurenci v podobě čtvrtého operátora a stát počítal s vyšším výnosem jako příjmem státního rozpočtu pro rok 2014. Stávající tři mobilní operátoři (Telefonica O2, T-Mobile a Vodafone) se zavázali pokrýt 98 % území ČR signálem LTE do pěti let (technologii dodává bezpečnostně kontroverzní Huawei). Existuje obava o interference s některými kanály DVB-T. Dne 1. února 2016 byla vydána zpráva, že ČTÚ chce rozšířit využití pásma pro CDMA na další technologie. Na konci první poloviny roku 2017 proběhl v pásmu 1800 MHz refarming, kdy si operátoři vyměnili vydražené frekvence tak, aby získali souvislé bloky frekvencí.
V České republice používají operátoři mobilních sítí pásma 800, 900 (v roce 2018 bylo stále Vodafonem v omezené míře používáno asi 10 vysílačů. Jejich počet se bude stale snižovat. Např. Vejprty na severu Čech mají dostupné od Vodafonu v místě jen LTE 900), 1800 a 2100 a 2600 MHz. V pásmech 800, 1800 a 2600 využívají primárně technologii LTE, v pásmu 900 MHz klasickou GSM a v pásmu 2100 MHz sítě třetí generace UMTS.

### LTE na Slovensku
Na Slovensku v roce 2013 přivedla aukce kmitočtů na trh nového čtvrtého operátora. K počátku roku 2020 pokrývala firma Swan Mobile sítí zvanou 4ka v pásmu 1800 MHz všechna hustě obydlená území Slovenska (75% obyvatelstva rychlostí 4G, dalších 20% v 3G) 

## Bezpečnost
Úroveň zabezpečení nových generací mobilních sítí se postupně vylepšuje. Přesto se objevily zprávy, že technologie LTE (i návrh 5G) obsahuje bezpečnostní slabinu, kterou nelze odstranit. LTE obsahuje desítky zranitelností. Stručné shrnutí některých bezpečnostních hrozeb a způsobů, jak s nimi bojovat, obsahuje prezentace LTE Security – How Good Is It? pro National Institute of Standards and Technology.